# Кошай
Коша́й (рос. Кошай) — село у складі Сосьвинського міського округу Свердловської області.
Населення — 811 осіб (2010, 773 у 2002).
Національний склад населення станом на 2002 рік: росіяни — 95 %.